# Климент XIV
Папа Климент XIV (1769 – 1774) е римски папа роден на 31 октомври 1705 г. в Римини и умира на 22 септември 1774 г.
Рожденото име на папа Климент XIV е Джованни Винченцо Антонио Ганганелли.